# Tauweru

Tauweru, alternativement Taueru, est une localité de la région de Wairarapa dans l’île du Nord de la Nouvelle-Zélande. 

## Toponymie
Le nom de Tauweru signifie « hanging in clusters » (accrochés en grappe) dans le langage  Māori.

## Situation
La localité est localisée au mi-trajet de la rivière Tauweru, qui se jette dans la rivière Ruamahanga près des villes de Gladstone et de Te Whiti.

## Accès
Tauweru est située à l’est de la plus grande ville de la région de Wairarapa, qui est Masterton, et sur la route principale allant de Masterton à Castlepoint  .
La ligne de chemin de fer  la plus proche est la ligne de Wairarapa (en) passant aussi par la localité de Masterton.

## Séisme de 1942 de Wairarapa
En juin 1942, Tauweru fut l’épicentre de l’un des tremblements de terre les plus destructeurs survenus depuis la colonisation par les Européens dans la région de Wairarapa au milieu du XIXe siècle .
Le Séisme de 1942 de Wairarapa (en) fit d’importants dégâts sur le trajet de la faille de Wairarapa (en) mais on note un seul mort et très à distance (au niveau de la capitale: Wellington).